# 横浜市立岸谷小学校
横浜市立岸谷小学校（よこはましりつ きしやしょうがっこう）は、神奈川県横浜市鶴見区岸谷に所在する公立小学校。

## 沿革
出典
- 1941年（昭和16年）4月1日 - 横浜市立岸谷国民学校として設置。
- 1947年（(昭和22年）5月1日 - 横浜市立岸谷小学校に校名変更。
- 1961年（昭和36年）1月14日 - 創立20年記念の式典を行う。
- 1981年（昭和56年）3月7日 - 新体育館落成式。
- 1982年（昭和57年）5月8日 - 図書室や屋上プールを備えた新校舎落成。
- 1990年（平成2年）11月 - 創立50周年記念の式典を行う。
- 2021年（令和3年）3月 - 創立80年記念の式典を行う。

## 通学区域と進学先中学校
- 横浜市鶴見区[2]
  - 岸谷一丁目 - 二丁目、岸谷三丁目の一部、岸谷四丁目、
  - 生麦一丁目、生麦三丁目の一部

- 進学先中学校は、横浜市立生麦中学校であるが、受験をし私立中学校などへの進学もある。

## 関連頂目
- 神奈川県小学校一覧